# Итил
Итил (др.-греч.  Ἴτυλος) — персонаж греческой мифологии из беотийского цикла, сын Зефа и Аэдоны. Был убит собственной матерью, мстившей мужу.

## В мифологии
Согласно Гомеру, Итил был единственным ребёнком критянки Аэдоны, дочери Пандарея, от фиванского героя Зефа. Его мать завидовала жене брата своего мужа Амфиона Ниобе, имевшей много детей, а потому решила убить спящим её старшего сына. Однако по ошибке Аэдона убила («сразила медью») собственного ребёнка.
В других сохранившихся источниках этот вариант мифа не приводится. Однако в «Метаморфозах» Антонина Либерала изложена альтернативная версия, по которой Аэдона жила в Эфесе и была замужем за неким Политехном из Колофона. Её муж изнасиловал её сестру Хелидониду; тогда сёстры, чтобы отомстить, убили Итила, приготовили его мясо, накормили им Политехна и бежали. В обоих вариантах мифа Аэдона превращается в соловья и с тех пор вечно оплакивает сына.
Эта история является вариантом мифа об Итисе — сыне Прокны и Терея, тоже убитом собственной матерью ради мести. Катулл в одном из своих стихотворений даже называет сына Терея и Прокны Итилом.